# Desaparición de Paige Renkoski
Paige Marie Renkoski (nacida en Lansing, Míchigan; 2 de febrero de 1960) era una mujer estadounidense que desapareció el 24 de mayo de 1990. Fue vista por última vez hablando con un hombre en el arcén de la Interestatal 96 cerca de Fowlerville (Míchigan). Su desaparición es uno de los casos sin resolver más antiguos del estado.

## Desaparición

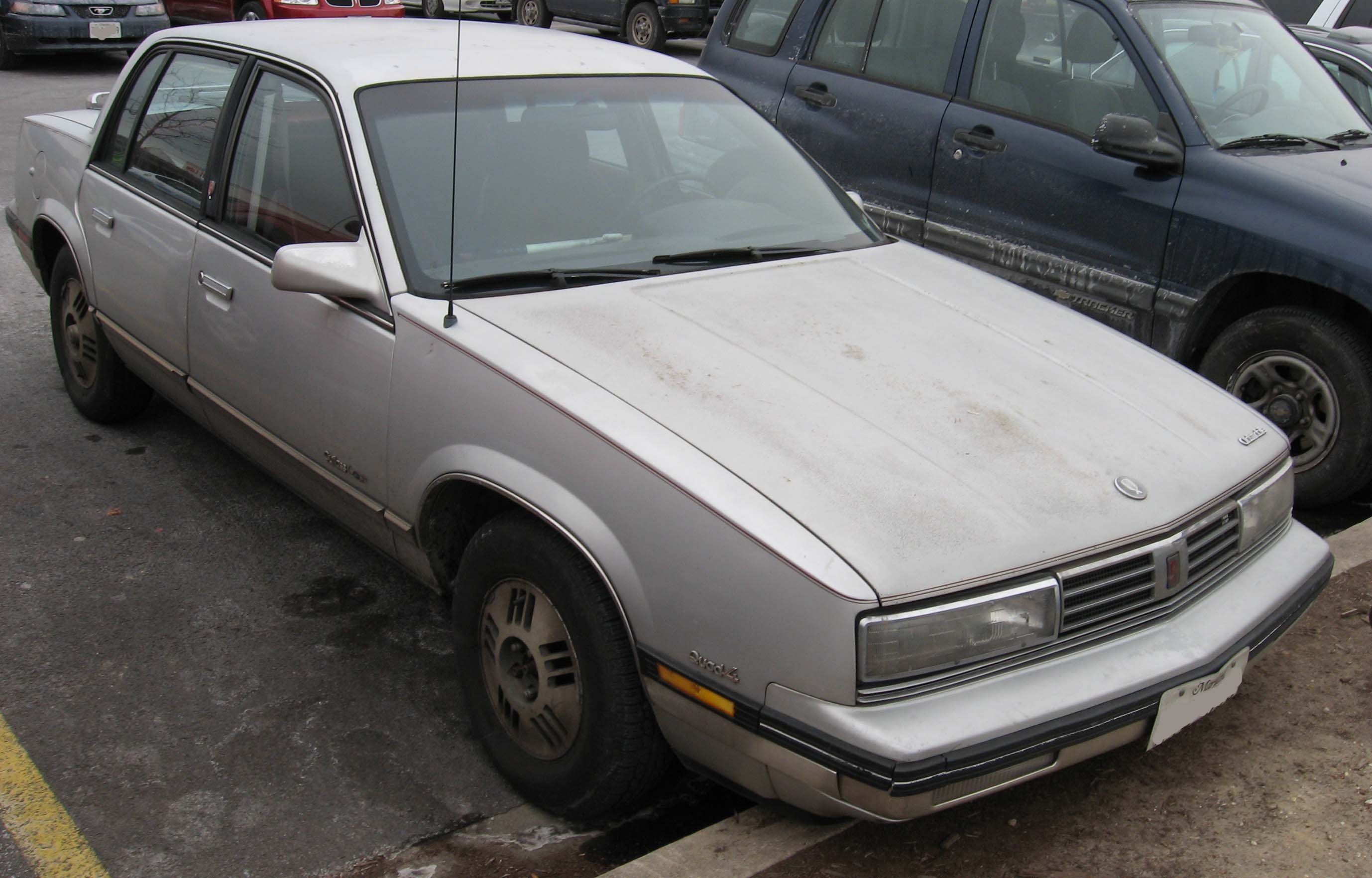
Vehículo similar al que conducía Renkoski al momento de su desaparición.

Alrededor de las 11:30 horas de la mañana del 24 de mayo de 1990, Paige Renkoski fue a llevar a su madre al Aeropuerto Metropolitano de Detroit y posteriormente visitó a una amiga en el municipio de Canton. Fue vista entre las 14:30 y las 14:45 horas en una tienda al oeste de la Interestatal 275, donde compró una cerveza que posteriormente fue encontrada en su automóvil. El empleado de la tienda recordó haber visto a Renkoski porque llevaba "distintivos pantalones multicolores, flojos, con estampados de flores y un collar distintivo".
Renkoski fue vista por última vez en el arcén de la carretera interestatal 96 cerca de Fowlervill, hablando con un hombre que estaba de pie junto a un monovolumen de color marrón. Horas después, el Oldsmobile Cutlass Calais de 1986 que conducía fue encontrado con sus zapatos y su bolso en el interior. Muchas personas afirmaron haber visto a Renkoski conduciendo hacia el oeste por la I-96. Una era una mujer que afirmó que podría haberla visto en un quiosco de una área de descanso. Otros testimonios incluían los relatos de dos camioneros que informaron haber visto a una "atractiva rubia" que coincidía con su descripción y que podrían haberla pasado cuando conducía su vehículo en la I-96. Renkoski fue vista por última vez luciendo una camisa de seda blanca, con un collar largo de cuentas y pantalones de seda con estampado floral.
En su libro Death of a Model que trata sobre la muerte de una mujer joven diferente, el periodista de investigación y autor de libros sobre crímenes reales Clifford L. Linedecker analizaba la desaparición "desconcertante" de Renkoski, describiéndola como una "rubia de ojos azules" con la figura de una modelo.

## Investigación
Los investigadores encontraron el Oldsmobile de Renkoski, pero no fue procesado como una escena del crimen porque en ese momento el oficial que estaba al cargo lo consideró un vehículo abandonado. No había constancia de que hubiera sido forzado o tuviera daños. Posteriormente fue remolcado. Alguien había reportado haber visto a Renkoski cerca de su auto alrededor de las 15:00 horas, y no sería hasta tres horas después (cerca de las 18:00 horas) cuando los oficiales de la policía se personaron en la escena. Luego se enteraron de que Renkoski había desaparecido y que el automóvil no estaba abandonado. Al examinarlo, la policía encontró varias huellas digitales y huellas de palmas, pero no se consiguió identificar coincidencias con la base de datos de la policía.
El 27 de junio de 1990 se comenzaron a erigir varias vallas publicitarias en las carreteras de Míchigan con la cara y datos principales de Paige.
El caso quedó inconcluso, sin pistas que lo resolvieran, cerca de 20 años. En mayo de 2011, las autoridades comenzaron a buscar en un estanque ubicado en el municipio de Handy utilizando un radar de penetración en el suelo. Una mujer informó haber visto un par de botas cubiertas de cemento en el momento de la desaparición de Renkoski. En noviembre de 2011, el FBI, junto a policía estatal y local, comenzó una operación de excavación en el municipio de Conway en busca de los restos de Renkoski. Los perros especializados en detección de cadáveres identificaron el sitio una semana antes de que se iniciara el operativo. Los investigadores fueron a la propiedad después de revisar un archivo del caso de 1999, que incluía un "mapa dibujado a mano que indica que los restos de Renkoski fueron enterrados allí".
La policía dictaminó que el caso se trataba de un homicidio, pese a que el cuerpo nunca ha sido localizado y nadie ha sido acusado de su desaparición o muerte. La organización Michigan Crime Stoppers ofreció una recompensa en efectivo de hasta 2.500 dólares estadounidenses por cualquier información sobre Renkoski.